# Вайс, Тобиас
То́биас Вайс (нем. Tobias Weis; 30 июля 1985, Швебиш-Халль, ФРГ) — немецкий футболист, полузащитник.

## Карьера
Начинал заниматься в школе Биберсфельд, откуда в 1993 году перешёл в основную школу города Швебиш-Халль. В 11 лет его пригласили в академию «Штутгарта», самую крупную футбольную академию земли Баден-Вюртемберг. В 2004 году, по окончании академии Тобиас был заявлен за вторую команду «Штутгарта», в которой в итоге провёл три сезона, сыграв 75 матчей и забив 9 мячей. Дебют в профессиональном футболе пришёлся на 12 марта 2004 года на домашний матч 22-го тура Регионаллиги Зюд против «Аугсбурга», завершившегося вничью 1:1. На 60-й минуте Тобиас заменил Густава Шульца.
Летом 2007 года футболиста, уже давно переросшего вторую команду «Штутгарта», приобрёл набирающий обороты «Хоффенхайм». 18 августа 2007 года Тобиас дебютировал в новой команде в гостевом матче второго тура второй Бундеслиги против мёнхенгладбахской «Боруссии», завершившемся нулевой ничьей. Тобиас вышел на поле с первых минут и был заменён на 53-й минуте Мирнесем Месичем. По итогам сезона «Хоффенхайм» вышел в Бундеслигу, а Тобиас сыграл 14 матчей и забил 1 мяч.
А 16 августа 2009 года Тобиас вместе с командой дебютировал в Бундеслиге в гостевом матче первого тура против «Энерги». Поединок завершился уверенной победой Хоффенхайма со счётом 3:0 благодаря усилиям атакующего дуэта Ведада Ибишивеча и Демба Ба, забивших на двоих три мяча. Тобиас же вышел в стартовом составе и провёл на поле весь матч.

## Карьера в сборной
В конце 2008 года был впервые вызван на сбор в команду Германии перед товарищеским матчем с англичанам, но на поле в тот день он не появился. Дебют в национальной команде состоялся 2 июня 2009 года в товарищеском матче с командой Объединённых Арабских Эмиратов, который завершился победой бундестим со счётом 7:2. На 66-й минуте Тобиас заменил Томаса Хитцльспергера.

## Статистика
| Сезон     | Команда     | Лига              | Матчи | Голы |
| --------- | ----------- | ----------------- | ----- | ---- |
| 2003/04   | Штутгарт II | Регионаллига Зюд  | 6     | 0    |
| 2004/05   | Штутгарт II | Регионаллига Зюд  | 15    | 4    |
| 2005/06   | Штутгарт II | Регионаллига Зюд  | 27    | 1    |
| 2006/07   | Штутгарт II | Регионаллига Зюд  | 27    | 4    |
| 2007/08   | Хоффенхайм  | Вторая Бундеслига | 14    | 1    |
| 2008/09   | Хоффенхайм  | Бундеслига        | 31    | 0    |
| 2009/10   | Хоффенхайм  | Бундеслига        | 15    | 0    |
| 2010/11   | Хоффенхайм  | Бундеслига        | 17    | 0    |
| 2004—2011 | Итого       | Везде             | 152   | 10   |

| Матчи Вайса за сборную Германии | Матчи Вайса за сборную Германии | Матчи Вайса за сборную Германии | Матчи Вайса за сборную Германии | Матчи Вайса за сборную Германии | Матчи Вайса за сборную Германии | Матчи Вайса за сборную Германии |
| Дата                            | Место проведения                | Оппонент                        | Счёт                            | Минут на поле                   | Голы                            | Соревнование                    |
| ------------------------------- | ------------------------------- | ------------------------------- | ------------------------------- | ------------------------------- | ------------------------------- | ------------------------------- |
| 2 июня 2009                     | Дубай                           | ОАЭ                             | 7:2                             | 24                              | —                               | Товарищеский матч               |